# Caverna Blombos
Caverna Blombos (BBC) é um sítio arqueológico localizado na Reserva Natural Blombosfontein, cerca de 300 km a leste da Cidade do Cabo, na costa sul de Cabo, África do Sul. Foi escavado pela primeira vez em 1991, estando inicialmente bloqueada por dunas de areia. Blombos contém depósitos da metade da Idade da Pedra, atualmente datados entre 100.000 e 70.000 anos, e o final da Idade da Pedra, datados de entre 2.000 e 300 anos.  A Caverna foi de extrema importância para a compreensão do desenvolvimento do comportamento humano simbólico moderno durante a Idade da Pedra Média (MSA): descobertas em Blombos, em 2016, demonstraram que os homens da Idade da Pedra trocavam tecnologia em grande escala. Além disso, uma extensão importante da paleopaisagem em torno da BBC encontra-se atualmente submersa no Banco das Agulhas, uma vez que o nível do mar esteve mais baixo do que o atual durante todo o período de ocupação humana na caverna. 

## Histórico de escavação e contexto de pesquisa
A primeira escavação realizada na caverna ocorreu em 1991  como parte do trabalho de doutorado do professor Christopher S. Henshilwood e levou à recuperação de depósitos da Idade da Pedra Posterior (LSA) datados com menos de 2 mil anos. Uma segunda escavação, em 1992, resultou no achado de pedras em formato foliar bifaciais, típicos da fase Still Bay - nome dado a fase cultural na Idade da Pedra Média do Sul da África (MSA), localizados abaixo dos 70 cm superiores dos depósitos da Idade da Pedra Posterior. 
A escavação dos níveis de LSA e MSA continuou em 1997, 1998, 1999 e 2000  se estendendo por sete temporadas até 2004.   Entre 1992 e 2000 foram recuperados cerca de 13 m³ de depósitos de MSA, bem como material de LSA. No local, foram encontrados dois pedaços de ocre gravados com desenhos abstratos, datados de 75.000 anos atrás e muitas vezes considerados a primeira arte da história humana, além de conchas perfuradas para uso como joia e um complexo agregado de instrumentos, tais como ossos primorosamente produzidos. 
Os principais objetivos da escavação eram: documentar com detalhes e entender a complexidade da tafonomia, estratigrafia e dos processos de formação do local, recuperar amostras de artefatos e faunísticas da fase Still Bay e de outros depósitos do MSA, além de datar os depósitos e reconstruir as condições paleoambientais no momento da ocupação.

## Descrição do local

### Localização

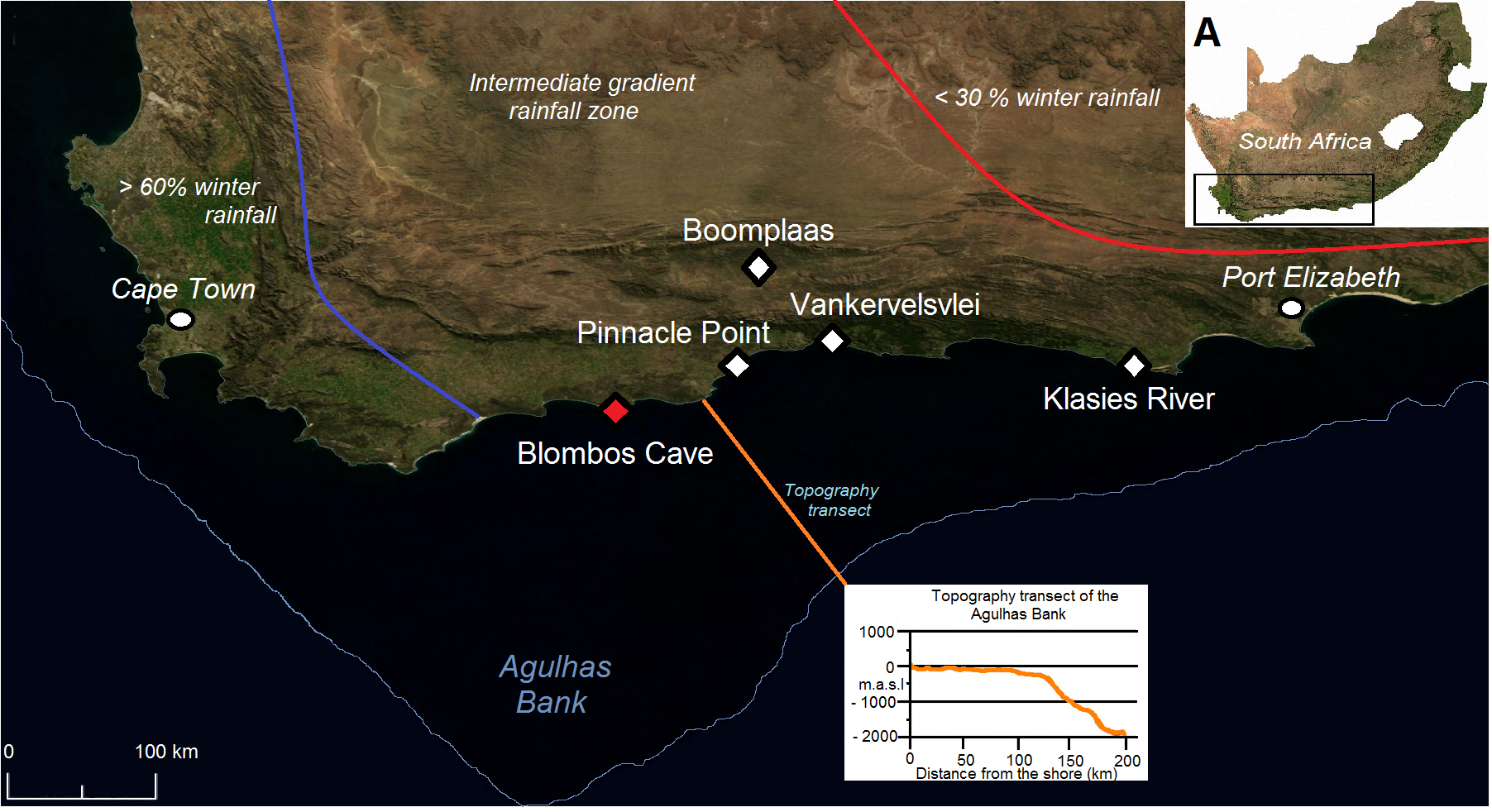
Localização da Caverna Blombos

A Caverna Blombos é localizada 34°24.857’S, 21°13.371’E , aproximadamente 100 m do Oceano Índico e 34,5 m acima do nível do mar.  A vila de Still Bay fica 25 km a leste e a Cidade do Cabo fica a 300 km a oeste. A caverna está situada em um antigo penhasco cortado por ondas, composto em sedimentos calcificados do Grupo Bredasdorp. Acredita-se que foi formada entre o Plioceno e o Pleistoceno (Plio-Pleistoceno) pelo corte de ondas no penhasco calcarenítico localizado acima de uma camada basal de arenito da Table Mountain do Supergrupo do Cabo, o que proporcionou a origem de um depósito eólico.  A formação de depósitos eólicos é comum ao longo da costa sul do Cabo, muitas vezes em associação com paleossolos rizomorfos entrelaçados. 

### Composição e Idade da Caverna
A composição de calcarenito e arenito, localizado cerca de 4 a 6m abaixo dos depósitos superficiais, propicia a preservação de ossos e conchas . Somado a isso, tem-se que o formato do local proporciona a retenção de sedimentos, os quais preservam seu registro de deposição associada, desempenhando um papel importante na formação das sequências estratigráficas desses sítios, resultando no pano de fundo sobre o qual ficam expostos vestígios de ocupação humana.
Por outro lado, conchas e ossos estão visivelmente menos preservados perto da parede leste da caverna. Isto pode ser devido a níveis elevados de pH causados pela decomposição de materiais vegetais possivelmente trazidos como alimento, combustível e cama e/ou restos de animais descartados .
Devido a localização (~100 m da costa do Oceano Índico e ~34,5 m acima do nível médio do mar) a caverna proporciona um excelente local para investigar as relações entre os sedimentos encontrados dentro e fora da região da caverna: sequências de paleossolos espessos e mais finos são preservadas até 50 m acima do nível do mar moderno em torno da caverna . Além disso, uma camada de 5-50 cm de espessura, formada por areia das dunas eólicas, separa as camadas de mais de 2000 anos da LSA e a fase superior do MSA .
As camadas sedimentares do MSA em BBC foram datadas entre ~100 e 70 mil anos atrás, colocando a ocupação dentro das condições interglaciais moderadas. Durante este período, o nível relativo do mar flutuou entre cerca de 18 m e 76 m abaixo do nível médio do mar, expondo entre 2,3 e 32,5 km do agora submerso Banco das Agulhas ; ou seja, grande parte da paisagem existente desse momento e as relações sedimentares encontram-se em baixo d’água e, por conta disso, pouco conhecidas.

### Medidas da Caverna
Já em relação às medidas da caverna, tem-se que a área de superfície do chão da caverna atrás da linha de gotejamento é de cerca de 50 m², enquanto na frente da linha de gotejamento há blocos de calcarenitos caídos, atuando como barreira de cerca de 18 m² de depósito. Por fim, a altura do teto, antes da escavação, variava de 1m a 1,5m.

## Estratigrafia e datação

### Estratigrafia
A Estratigrafia é um ramo das ciências geológicas que estuda camadas rochosas, descrevendo e classificando-as, além de fazer correlações espaciais e temporais, permitindo a integração de dados de diversas áreas, inclusive de evolução humana e arqueologia . Nos estudos arqueológicos, a cronologia é um importante componente, já que é o meio pelo qual os eventos são colocados no tempo correto. Há inúmeras ferramentas de datação, tal como datação por luminescência, como a Luminescência Opticamente Estimulada (LOE) para datação de sedimentos e Termoluminescência (TL) para a datação de pedras após o aquecimento, além de outras técnicas, como a Datação Radiométrica e Ressonância de Spin Eletrônico (RSE).

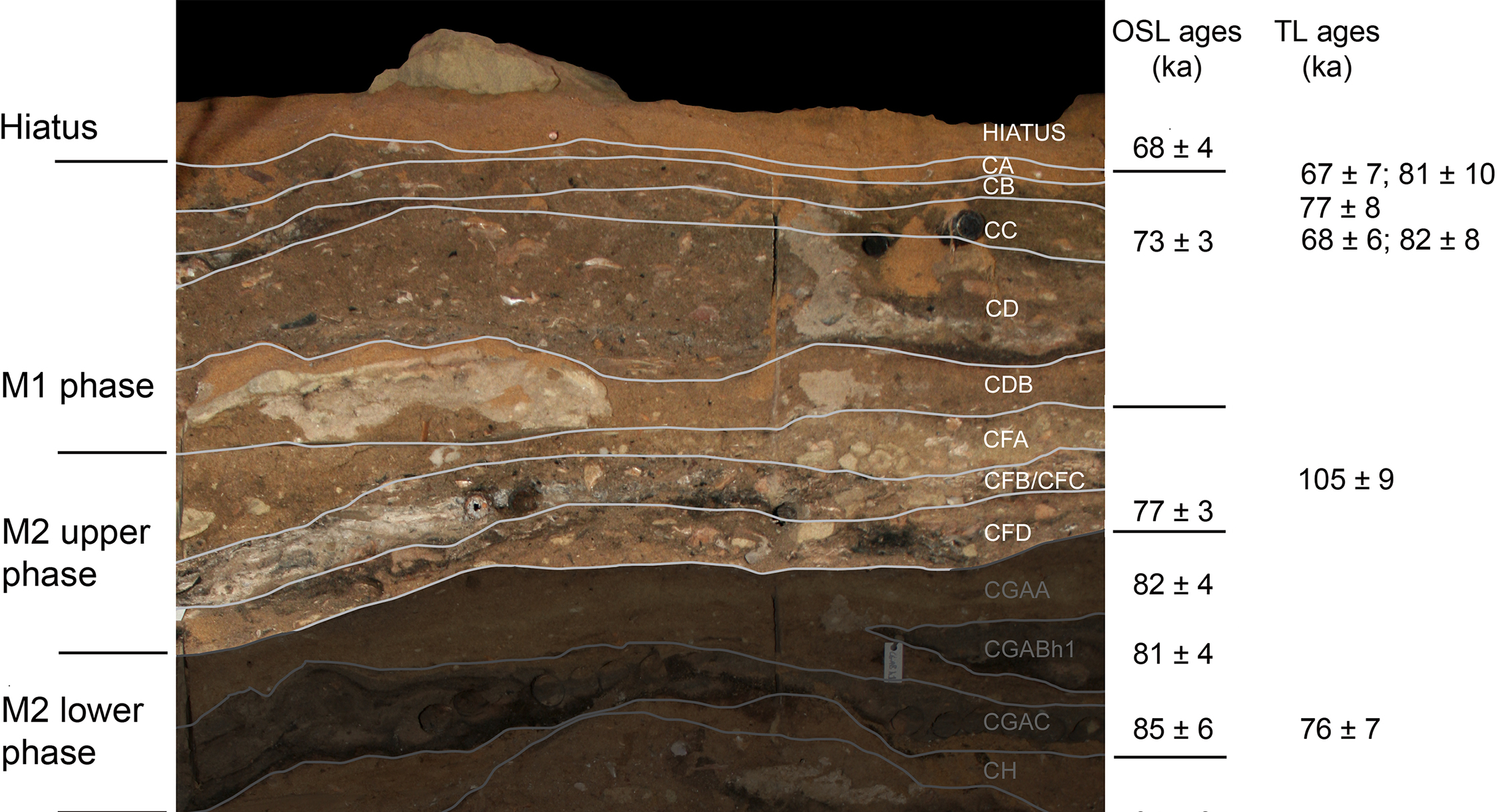
Estratigrafia da Caverna Blombos.

O sítio da Caverna Blombos contém depósitos estratigráficos da Idade da Pedra Média (MSA) que são complexos, tendo áreas com falhas e quedas e datam entre 100 e 72 mil anos atrás, além de uma camada superior da Idade da Pedra Posterior (LSA), datada de 2000 anos atrás (datação com radiocarbono, 14C), que é dividida em três fases estratigráficas: L1, L2 e L3. No ano 2000, as camadas escavadas do MSA foram divididas em quatro grandes fases, com diferentes camadas, baseadas em sua localização estratigráfica e composição:
- M1: CA, CB, CC, CD
- M2 superior: CDB, CFA, CFB/CFC, CFD
- M2 inferior: CGAA, CGABh1, CGAC
- M3: CH, CI, CJ, CJh1, CK, CL, CM, CN/CO, CP, CPA

Além destas quatro grandes fases, há um Hiato: uma camada de areia não perturbada, denominada com a sigla DUN (undisturbed sand), separando as camadas do MSA do LSA, sendo sequência estratigráfica é culturalmente estéril, ou seja, é constituída basicamente de areia e não contém sedimentos antropogênicos . O Hiatus também é importante porque fornece evidências visíveis de que a ocupação do LSA não perturbou os depósitos subjacentes do MSA.

### Camadas M1 e M2 Superior
As camadas M1 e M2 superior estão associadas a tecno-complexos de Still Bay, datados entre 77 e 73 mil anos. Alguns dos restos arqueológicos encontrados nestas fases são as pontas bifaciais, que eram aquecidas antes da modelagem final usando descamação por pressão (sendo encontrados mais de 400 fragmentos), além de ferramentas de osso, pontas de lanças, contas feitas das conchas de Nassarius kraussianus coradas com ocre e inúmeras peças de ocre, sendo que duas peças possuem gravações com um padrão abstrato hachurado e um fragmento de osso gravado (ambas encontradas em BBC M1).
Uma recente datação foi realizada novamente em 2013 e através de Luminescência Opticamente Estimulada (LOE), foi determinado que as datas de início e término mais plausíveis da camada M1 são de 72,2 mil anos e 71,3 mil anos, respectivamente, totalizando uma duração de 0,9 mil anos.. Foi estimado também que a indústria Still Bay não começou antes de 75,5 mil anos e terminou no máximo 67,8 mil anos, não durando mais que 6,6 mil anos.

### Camadas M2 inferior e M3
A camada M2 inferior (datada entre 85 e 82 mil anos), é um horizonte ocupacional de baixa intensidade, sem artefatos Still Bay ou ocre gravado. Já a camada M3 (datada entre 101 e 94 mil anos) contém um predomínio de conchas marinhas (mariscos), apesar de ocorrerem em altas quantidades em todas as fases. Esta camada também contém lareiras in situ, restos de fauna, ferramentas de pedra, muitas peças de ocre modificadas (sendo que mais de dez delas são gravadas com padrões geométricos) e kits de ferramentas de processamento de ocre.

## Restos arqueológicos

### Pontas bifaciais “Still Bay"

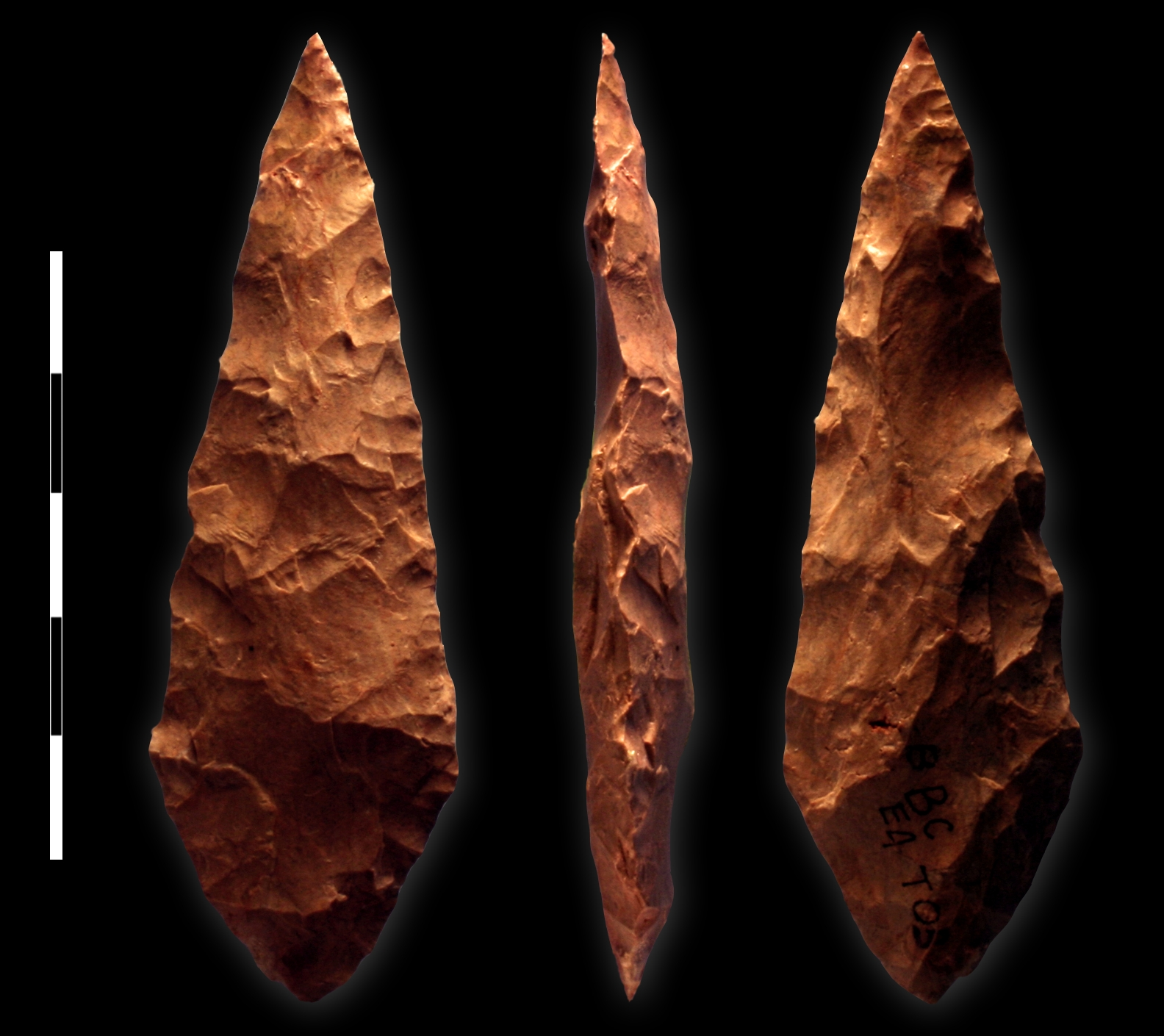
Ponta bifacial de silcrete da fase M1.

A primeira camada do MSA (M1) também é denominada de fase Still Bay, pois foram encontradas in situ pontas bifaciais lanceolados de Still Bay, um termo usado para se referir a um estilo/técnica específica usado na manufatura de instrumentos de pedra no MSA, sendo um tecno-complexo do MSA, entre 77 e 35 mil anos.  Blombos foi uma “oficina” no quesito de fazer as pontas, sendo uma atividade primária (porém não exclusiva) no sítio.
As pontas Still Bay são definidas como ferramentas de pedra bifaciais de forma alongada (estreitamente elípticas) com dois ápices pontiagudos . Geralmente eles apresentam sinais de descamação de pressão fina em toda a superfície . Estas pontas bifaciais serviam como ferramentas multifuncionais e eram usadas como pontas de lança e como faca.
Das escavações entre 1993 e 2004 na Caverna Blombos, foram descritos 352 fragmentos em detalhes. Destes, a principal matéria-prima utilizada para a produção das pontas Still Bay foi o silcrete (72%), seguido do quartzito (15%) e quartzo (13%). Aproximadamente 90% das pontas bifaciais recuperadas na caverna são consideradas “rejeitos de produção”, sugerindo que a maioria dos líticos encontrados são subprodutos da fabricação de pontas bifaciais.

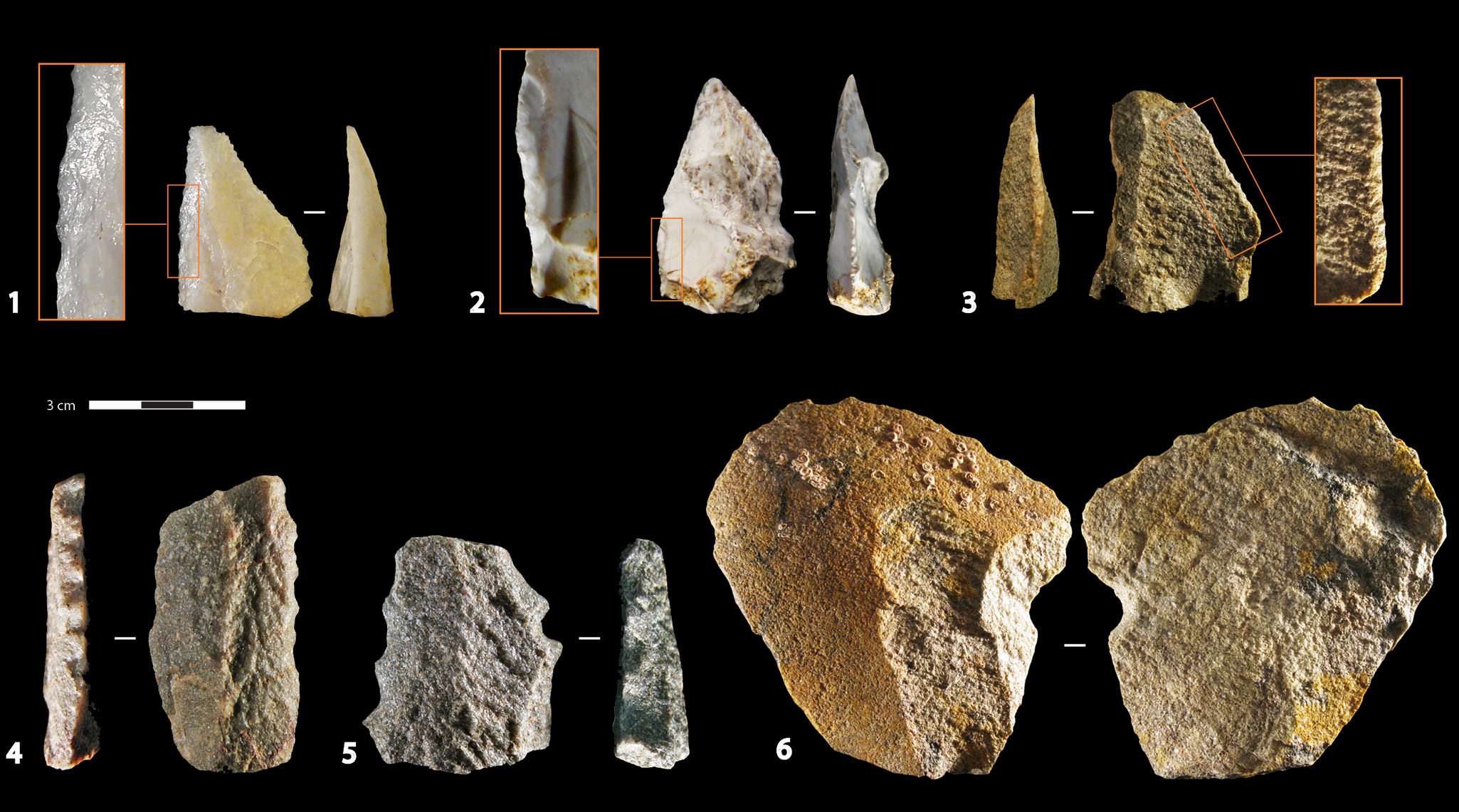
Indústria lítica da Caverna Blombos.

A maioria das pontas bifaciais da Caverna Blombos foram feitas em silcrete e tratados termicamente, seguido de descamação com martelo duro e macio, sendo finalizados usando uma técnica inovadora e sofisticada, denominada “descamação por pressão”, que consiste em aparar as bordas de ferramentas previamente moldadas, permitindo um melhor controle da espessura, formato e afiamento das pontas.  Estes achados representam um alto nível de habilidade técnica, além de uma cultura mediada por símbolos, o que é um marcador do comportamento humano moderno.
Importante ressaltar que antes dos achados de Blombos, datados de aproximadamente 75 mil anos, acreditava-se que a descamação por pressão era uma inovação mais recente (do Paleolítico Superior, aproximadamente 20 mil anos atrás), conforme achados na França e Espanha. . Assim, essa tecnologia pode ter sido inventada e utilizada esporadicamente na África antes de ser generalizada.
Estes achados demonstram que esta técnica parece ter sido aplicada apenas a pontas e não a outros líticos da época, sugerindo um possível propósito simbólico também, onde os artefatos também possuem significados. Além disso, as pontas produzidas técnica de descamação por pressão podem estar relacionadas com a adição de valor de troca a essas ferramentas, além de promoção das relações sociais .

### Ocre: Peças de ocre gravadas e kit de ferramentas para processamento de ocre

#### Peças de ocre gravadas.
O ocre tipicamente é um produto de intemperismo químico, enriquecido com óxido de ferro (hematita) ou hidróxido de ferro (goethita), possui uma coloração avermelhada ou amarelada quando desenhada em uma superfície. Em inúmeras ocupações do MSA na África há evidências do uso de ocre, que pode ter sido tanto para funções utilitárias (por exemplo, proteção da pele, uso medicinal ou como agente colante), mas também há seu uso simbólico como pigmento (neste caso, há a predominância do uso do ocre em tons de vermelhos), onde podiam ser produzidos giz de cera com pontas afinadas. Na Caverna Blombos foram encontradas mais de 8 mil peças com ocre nas camadas do MSA, muitas com sinais de utilização. 
Durante as escavações de 1999 e 2000 (dados publicados em 2002), foram encontrados duas peças de ocre gravadas na camada de M1 (camadas CC e CD, respectivamente).  Uma destas peças de ocre possui gravado uma hachura cruzada com seis e oito linhas parcialmente interceptadas por uma outra linha, já a outra peça consiste em uma linha hachurada delimitada por linhas paralelas na parte superior e inferior e dividida ao meio por uma terceira linha paralela, formando triângulos.  Foram feitas datações por termoluminescência de cinco amostras de líticos da fase BBC M1 e a média encontrada foi de 77 mil anos. Estes achados foram importantes porque anteriormente não haviam sido encontrados nenhuma peça de ocre ou outros artefatos com desenhos abstratos ou representativos mais antigos que 40 mil anos.

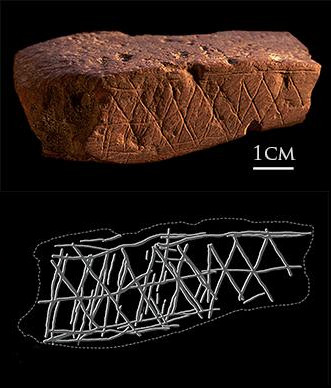
Pedra de ocre encontrada no sítio da Caverna Blombos. Possui aproximadamente 70,000 anos.

Além disso, em 2009, foram reportadas mais treze peças adicionais de ocre gravadas escavadas da Caverna Blombos, sendo quatro encontradas em M1 (além das duas comentadas acima), duas em M2 e sete em M3, que possuem diferentes padrões de hachuras e são datados entre 75 e 100 mil anos.
Dessa forma, estes dados somados a outros objetos gravados encontrados em outros sítios da África, sugerem que tradição e intenção simbólica já existiam nessa região em datas bem mais antigas do que se pensava anteriormente. A representação geométricas encontradas indicam a presença de uma tradição que remonta a pelo menos 100 mil anos. Não é possível saber o contexto e motivos que elas foram feitas ou porque foram abandonadas posteriormente, bem como não é possível saber se os desenhos não expressivos ou não, entretanto, por terem sidos feitos intencionalmente, sugere um comportamento de transmissão e compartilhamento de sentidos mediado por símbolos.

#### Kit de ferramentas para processamento de ocre.
Além dos objetos de ocre gravados, também foram encontradas na Caverna Blombos um conjunto de ferramentas (toolkit) associados à produção e armazenamento de compostos ricos em ocre: são recipientes de conchas de Haliotis midae e foram encontrados na fase M3 (camada CP), sendo um dos kits compostos, possuindo partes de osso, carvão, martelos de pedra e pedras de amolar. Foram feitas datações de sedimentos de quartzo por Luminescência Opticamente Estimulada  (LOE), onde foi possível estimar os kits de ferramentas para processamento de ocre datados de uma média de 100 mil anos.

### Rocha com desenho mais antigo conhecido.
Um importante achado na Caverna Blombos é o primeiro desenho conhecido em rochas, escavado em 2011 na fase M1 (camada CCC), que é datada de aproximadamente 73 mil anos, e após 7 anos de estudos e testes, os resultados foram publicados em 2018. Foi encontrado um padrão hachurado em uma lasca de silcrete, um material formado por camadas endurecidas de solo, sedimento ou rocha cimentadas com sílica, é bem duro e resistente. A lasca encontrada (38,6 mm de comprimento, 12,8 mm de largura e 15,4 mm de altura) possui um padrão hachurado em uma face lisa da rocha. O padrão consiste em seis linhas retas que são cruzadas obliquamente por 3 linhas ligeiramente curvas, que foram feitas de ocre e produzidas com um giz de cera, conforme experimentos realizados pelos pesquisadores. A rocha também apresenta resíduos microscópicos ricos em hematita, indicando que, previamente ao receber o desenho, o objeto era uma lasca de uma pedra de amolar utilizada para processar ocre. 
Conforme comentado anteriormente, nas camadas M1 e M2 superior há inúmeras tecnologias, assim, a rocha com o padrão hachurado se soma a este repertório comportamental e uso de símbolos dos primeiros Homo sapiens na África do Sul, por volta de 73 mil anos atrás.Este achado na Caverna Blombos foi importante pois pré-data em 30 mil anos o que se acreditava anteriormente como os primeiros desenhos abstratos, além de fornecer novos dados para a compreensão dos processos e comportamento dos primeiros Homo sapiens.

### Contas de conchas marinha deNassarius kraussianus.
Até 2013 foram encontradas 68 conchas de Nassarius kraussianus (uma espécie de caracol marinho) sendo que algumas delas estavam coradas com ocre . Em 2004 foram reportadas 41 conchas deste molusco perfuradas (39 encontradas na fase BBC M1 e 2 em BBC M2), sendo que 88% delas foram perfuradas dorsalmente próximo ao lábio. Por terem sido encontrados em M1 e M2 superior, são datadas com aproximadamente 75 mil anos.

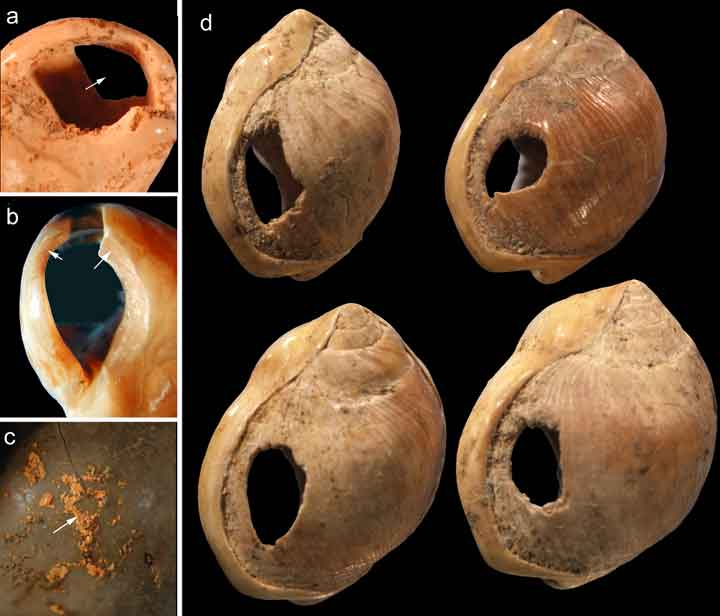
Conchas Talhadas encontradas em Blombos

Foram realizadas análises microscópicas que revelaram um padrão de uso-desgaste, ausente nas conchas naturais, o que é consistente com atrito causado pela fricção contra fios, roupas ou outras contas, assim, este é o principal fator que define de fato as conchas como contas. Além disso, foram detectados resíduos microscópicos de ocre dentro das conchas, sugerindo que o material em contato com as contas ou as próprias contas eram de cor vermelha. Estas contas de conchas são de fato dos níveis de MSA e não há contaminações advindas dos outros níveis (como o LSA), assim, por meio de medições por LOE, não há indicação de que estes sejam objetos mais jovens que foram percolados para camadas mais inferiores, além do fato de que as contas do LSA possuem características diferentes das contas do MSA.
Assim, esta descoberta de ornamentos pessoais de aproximadamente 75 mil anos é um importante achado, que somado com outras inovações, já demonstra um comportamento simbólico do Homo sapiens na Idade da Pedra Média na África. Especificamente, contas possuem diferentes funções simbólicas e representam um comportamento específico dos humanos, nos quais itens padronizados são incorporados fisicamente para compartilhar e transmitir um significado simbólico, podendo ser interpretado por membros de um grupo que compartilham uma cultura comum. Assim, a utilização de contas são consideradas como evidências do compartilhamento e transmissão de significados simbólicos, possivelmente através de sistemas de comunicações complexos.

### Ferramentas de ossos.
A descoberta do uso de ferramentas de ossos foi uma inovação tecnológica inesperada de ter sido encontrada na Caverna Blombos, já que não é comum em sítios da MSA. Até 2011 haviam sido descritos mais de 40 artefatos formais de ossos, recuperados das camadas M1 e M2 superior, incluindo furadores e pontas.  A maioria dos artefatos são furadores feitos em fragmentos de ossos longos, fabricados por raspagem e são usados para perfurar materiais mais macios, como couro ou conchas. Já as pontas foram finalizadas com um polimento cuidadoso após serem moldadas por raspagem e provavelmente eram utilizadas como pontas de lanças.
Foi também encontrado um fragmento de osso mandibular de mamífero na camada M1 que contém gravações/fraturas feitas intencionalmente, encontradas em três lados do osso: há 11 incisões paralelas ao longo eixo da mandíbula, com uma linha superficial e descontínua que cruza obliquamente seis, além de sete incisões que possuem um contorno sinuoso. Estes fragmentos datam entre 75 e 72 mil anos e, somados aos outros objetos da Caverna Blombos que também possuem padrões abstratos gravados, são evidências da existência de cultura simbólica na África há pelo menos 70 mil anos.

### Outros: Restos de fauna e humanos.

#### Fauna
Com relação à fauna, foram encontrados durante as escavações da Caverna Blombos restos de mamíferos de grandes e pequenos portes, peixes, mariscos, aves, cascas de ovos de tartaruga e avestruz, o que indica também que as estratégias de subsistência do povo da caverna durante a MSA eram amplas.

#### Humanos
Há poucos materiais humanos recuperados do MSA, sendo nove dentes e nenhum osso.  Durante as escavações da Caverna  Blombos em 1997-1998 foram encontrados quatro dentes humanos, sendo dois deles dentes decíduos muito desgastados e os outros dois são coroas de pré-molares permanentes incompletos. Durante as escavações entre 1999-2000 foram encontrados mais cinco dentes, sendo três deles dentes decíduos e dois dentes permanentes pré-molares e um fragmento de coroa de molar. Estas amostras provavelmente representam pelo menos cinco (e não mais que sete) indivíduos.

É comum não encontrar muitos ossos humanos em sítios do MSA possivelmente porque os corpos humanos não foram enterrados ou descartados em cavernas ou ainda que os corpos foram processados e os restos mortais foram majoritariamente descartados longe de ambientes vivos.